# Anxhela Peristeri
Anxhela Peristeri (Coriza, 24 marzo 1986) è una cantante albanese.
Ha rappresentato l'Albania all'Eurovision Song Contest 2021 con il brano Karma.

## Biografia
Anxhela Peristeri è salita alla ribalta nel 2001 con la sua partecipazione al Festivali i Këngës, il più seguito festival musicale annuale in Albania, dove ha presentato il brano Vetëm ty të kam. Nel 2016 ha conquistato il secondo posto al festival Kënga Magjike con Gënjeshtar; ha vinto l'edizione successiva del festival, a cui ha preso parte con E çmendur. La sua terza partecipazione nel 2019, questa volta con Dikush i imi, le ha fruttato un terzo posto.
A dicembre 2020 ha partecipato alla cinquantanovesima edizione del Festivali i Këngës con l'inedito Karma. Nella serata finale della manifestazione è stata proclamata vincitrice, concedendole il diritto di rappresentare l'Albania all'Eurovision Song Contest 2021 a Rotterdam. Dopo essersi qualificata dalla seconda semifinale, Anxhela Peristeri si è esibita nella finale eurovisiva, dove si è piazzata al 21º posto su 26 partecipanti con 57 punti totalizzati.

## Discografia

### Album in studio
- 2004 – Për ju

### Singoli
- 2014 – Femër mediatike
- 2015 – Bye Bye (feat. Marcus Marchado)
- 2015 – Bye Bye (feat. Aurel, Blerina & Erik Lloshi)
- 2015 – Ta kam dhon
- 2015 – Si po jetoj
- 2016 – Afer meje
- 2016 – Gënjeshtar
- 2017 – Qesh (con Aurel Thellimi)
- 2017 – I joti
- 2020 – Dashni
- 2020 – Lujta
- 2021 – Karma

#### Come artista ospite
- 2016 – Llokum (Gold AG feat. Anxhela Peristeri)
- 2019 – Fiksim (Gold AG feat. Anxhela Peristeri)